# Nisyrus
Nisyrus is een geslacht van Phasmatodea uit de familie Phasmatidae. De wetenschappelijke naam van dit geslacht is voor het eerst geldig gepubliceerd in 1877 door Carl Stål.

## Soorten
Het geslacht Nisyrus is monotypisch en omvat slechts de volgende soort:
- Nisyrus spinulosus Stål, 1877